# Frances Gertrude McGill
Frances Gertrude McGill (Minnedosa, Canadá; 18 de noviembre de 1882-Winnipeg, Canadá; 21 de enero de 1959) fue una forense patóloga, criminóloga, bacterióloga y alergóloga canadiense. Fue conocida como la Sherlock Holmes de Saskatchewan por sus habilidades deductivas y fama pública. Influyó en el desarrollo de la patología forense en el trabajo policial canadiense y fue reconocida internacionalmente por su experiencia en el tema.
Después de concluir su formación y obtener su título de médica en la Universidad de Manitoba en 1915, se mudó a Saskatchewan, donde fue contratada primero como bacterióloga provincial y luego como patóloga provincial. Trabajó extensamente con la Real Policía Montada de Canadá (RCMP) y las fuerzas policiales locales durante más de treinta años, y fue fundamental en el establecimiento del primer laboratorio forense de la RCMP. Dirigió el laboratorio de la RCMP durante tres años y capacitó a los nuevos reclutas de la RCMP en métodos de detección forense. Después de jubilarse en 1946, fue nombrada cirujana honoraria de la RCMP por el ministro de Justicia de Canadá, convirtiéndose en una de las primeras mujeres miembros oficiales de la fuerza, y continuó actuando como consultora de la RCMP hasta su muerte en 1959.
McGill es miembro del Salón de la Fama de la Ciencia y la Ingeniería de Canadá. Después de su muerte, el lago McGill, en el norte de Saskatchewan, fue nombrado en su honor.

## Primeros años y educación

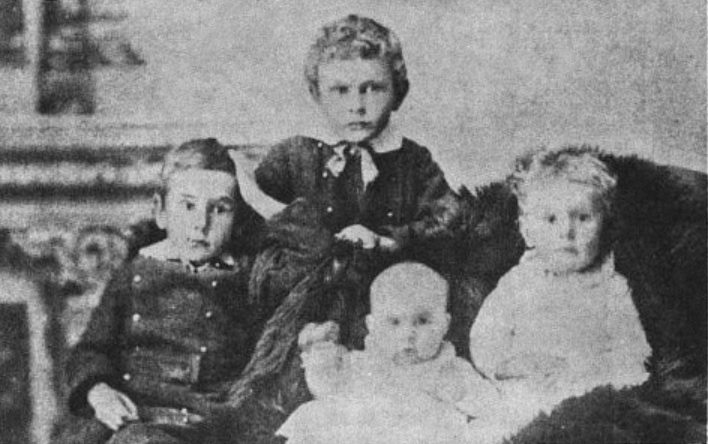
Retrato de los niños McGill en 1885. De izquierda a derecha: Harold, Herbert, Margaret (bebé) y Frances.

Sus padres eran Edward McGill, cuya familia había emigrado de Irlanda a Canadá en 1819, y Henrietta Wigmore, también de ascendencia irlandesa era una exmaestra de escuela, y una vez había dado la vuelta al mundo, viajando a Nueva Zelanda para trabajar como maestra y luego regresando a Canadá. Edward participó activamente en la política local y las sociedades agrícolas, y trabajó como director de correos en Minnedosa. Frances McGill tenía dos hermanos mayores, Herbert y Harold, y una hermana menor llamada Margaret. Harold finalmente se convirtió en médico, sirviendo como oficial médico durante la Primera Guerra Mundial, mientras que Margaret se convirtió en enfermera y se unió al Cuerpo Médico del Ejército Canadiense. A mediados de 1900, cuando McGill tenía diecisiete años, sus padres enfermaron de fiebre tifoidea después de beber agua contaminada en una feria del condado. Ambos murieron en septiembre con diez días de diferencia. El hermano mayor de McGill, Herbert, se hizo cargo de la gestión de la granja familiar hasta que sus hermanos menores completaron su educación básica.
McGill se formó como profesora en la Escuela Normal de Winnipeg y enseñó la escuela de verano para financiar su educación adicional. En un principio pensó en convertirse en abogada, pero decidió estudiar medicina. Pagó gran parte de su educación a través de becas. En 1915, McGill completó su título de médica en la Universidad de Manitoba, recibiendo la Medalla de Oro Hutchison por la posición académica más alta, el Premio del Decano y un premio por conocimiento quirúrgico. Fue una de las primeras estudiantes de medicina en graduarse de la universidad. McGill cumplió su pasantía en el Hospital General de Winnipeg. Posteriormente asistió al laboratorio provincial de Manitoba para realizar estudios de posgrado y completó su formación en patología.

## Carrera

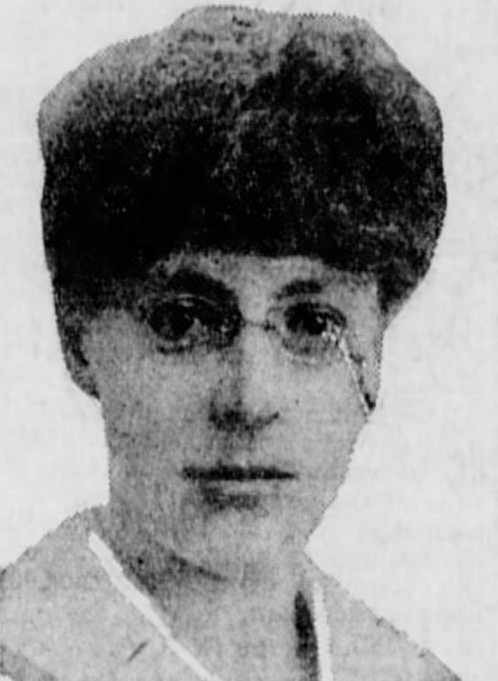
Frances McGill en 1917

### Bacterióloga
Desarrollando una creciente experiencia en bacteriología, McGill fue nombrada bacterióloga provincial del Departamento de Salud de Saskatchewan en 1918. Se mudó a Regina para el trabajo, donde su nueva oficina y laboratorio estaban ubicados en el edificio legislativo de Saskatchewan. Para octubre de ese año, ella era responsable de manejar los brotes locales de la epidemia de gripe de 1918. McGill y sus colegas produjeron rápidamente vacunas contra la influenza para más de 60 000 residentes de Saskatchewan. McGill también trató a los soldados que regresaban de la Primera Guerra Mundial por enfermedades venéreas.

### Patóloga
En 1920, McGill se convirtió en patóloga provincial de Saskatchewan, y en 1922 se convirtió en directora del laboratorio provincial. McGill ahora se ocupaba de casos de muerte sospechosa, trabajando extensamente con las fuerzas policiales locales y la Real Policía Montada de Canadá (RCMP). Sus investigaciones requerían viajes frecuentes -hasta cuarenta y tres viajes en un solo año- y McGill a veces usaba una moto de nieve, un trineo tirado por perros o un hidroavión para llegar a las escenas del crimen, una vez que viajaba al círculo polar ártico. 
McGill se ganó el apodo no oficial de «Sherlock Holmes de Saskatchewan» y una reputación profesional como criminóloga hábil y meticulosa, y fue llamada cariñosamente «Doc» por miembros de la fuerza policial. Según los informes, su lema personal era «Piensa como un hombre, actúa como una dama y trabaja como un perro». Era conocida por manejar la naturaleza a veces espantosa de su trabajo manteniendo un buen sentido del humor, y fue una testigo formidable y sensata en los casos judiciales.
Fue reconocida por sus esfuerzos incansables y su excelente servicio en los informes anuales de los comisionados de la RCMP James Howden MacBrien y Stuart Taylor Wood. Durante la Gran Depresión de la década de 1930, se las arregló con menos recursos y un personal mucho más reducido. En 1933, se mantuvo dentro de un presupuesto de $17 000 para el trabajo de prueba que normalmente habría costado más de $122 000.
Ofreciendo cientos de horas de trabajo adicionales en las noches y los fines de semana, ayudó a la RCMP a establecer su primer laboratorio oficial para la detección forense, que abrió en 1937. A pesar de su experiencia, no le ofrecieron el puesto de directora del laboratorio. El laboratorio se hizo cargo de una parte sustancial de la carga de trabajo de patología forense de McGill, y durante los siguientes años se concentró en otros proyectos como desarrollar un suero de polio y convertirse en especialista en investigación de alergias. A medida que su experiencia en pruebas de alergia se hizo más notoria, los médicos de toda la provincia comenzaron a enviar a sus pacientes a McGill. Ella hizo frente a las crecientes demandas de su tiempo contratando a un asistente y abriendo una clínica privada de alergias fuera del horario de atención ubicada en su apartamento.
McGill se retiró de su trabajo como patóloga provincial el 17 de noviembre de 1942, habiendo realizado más de 64 000 exámenes de laboratorio a lo largo de su carrera en el servicio civil. Continuó trabajando en su clínica de alergias dos días a la semana y pasó más tiempo en actividades al aire libre y viajes con amigos. Varios meses después, decidió iniciar un nuevo proyecto que proporcionaba vacunas para niños en edad preescolar y, posteriormente, estableció clínicas de vacunación en las escuelas de Regina.

### Laboratorio forense RCMP
En 1943, cuando el director del laboratorio forense de la RCMP murió en un accidente de avión, se llamó a McGill para que lo reemplazara. Aceptó el puesto a tiempo parcial y continuó operando su clínica de alergias durante las tardes.
En su nuevo rol como directora, McGill realizó investigaciones en Saskatchewan y brindó conferencias y capacitación en patología y toxicología a nuevos oficiales de policía y detectives, enseñando habilidades relacionadas con la identificación de muestras de sangre, estudio de escenas de crímenes y recolección y preservación de evidencia de manera adecuada. En su consejo a los estudiantes, McGill enfatizó la importancia del pensamiento crítico: «No crea todos los certificados de defunción que ve. No hay ninguna razón por la que un hombre con una enfermedad cardíaca no pueda haber muerto por envenenamiento con estricnina».

### Jubilación y consultoría
En 1946, McGill se había retirado formalmente de la dirección del laboratorio forense de la RCMP, y en enero de ese año fue nombrada Cirujana Honoraria de la RCMP, designada por el ministro de Justicia de Canadá. Fue la primera mujer en recibir el título y la primera doctora en ser reconocida públicamente como miembro de la RCMP. Continuó trabajando para la RCMP como consultora especial y ocasionalmente dio conferencias y exámenes para oficiales de policía e investigadores.Fue una instructora completa y elocuente, y sus notas de enseñanza se compilaron para su uso en un libro de texto para estudiantes en 1952.  
Su trabajo forense, y su condición de una de las pocas mujeres miembros de la RCMP, había atraído la atención en Canadá y en el extranjero. En 1952, viajó a Inglaterra y visitó Scotland Yard, donde se le permitió inspeccionar sus laboratorios forenses. En 1956, después de que una revista de detectives estadounidense publicara una historia sobre su trabajo, McGill recibió una solicitud de asistencia dirigida a la «Dra. Frances McGill, la patóloga famosa de Canadá, Regina, Canadá». La carta era de una mujer de la ciudad de Nueva York cuyo hermano había muerto en circunstancias sospechosas; no se había realizado ninguna autopsia y la mujer había luchado por obtener las respuestas que quería. Aunque McGill no pudo ayudar directamente en el asunto, respondió con un consejo sobre cómo comunicarse con el FBI y organizar la exhumación del cuerpo.  

## Casos y metodología
El trabajo de McGill a veces le permitió resolver asesinatos que no habían sido investigados. Durante un año, realizó exámenes post mortem de trece cuerpos exhumados y descubrió que cinco de los cuerpos eran víctimas de asesinato. En un caso, que inicialmente no se sospechó que fuera un delito en absoluto, McGill ayudó a demostrar que una mujer había envenenado a varios familiares.  

### Caso Lintlaw
En abril de 1932, granjero Joseph Shewchuk fue encontrado muerto por una herida de bala en su casa en Lintlaw, Saskatchewan. La policía encontró manchas de sangre en toda la habitación, presunta evidencia de una lucha violenta, y también encontró un rifle escondido en un contenedor de trigo cercano. El médico local lo consideró sospechoso y descartó el suicidio, y la policía arrestó a un vecino que no había podido explicar satisfactoriamente varias manchas de sangre en su abrigo.  
Sin embargo, cuando McGill llegó para realizar un segundo examen, descubrió que el médico local no había completado una autopsia completa del cuerpo. Ordenó la exhumación del cuerpo e hizo un nuevo examen ella misma. A partir de pistas como el ángulo claramente incómodo de la herida, concluyó que la víctima se había quitado la vida. Aunque el médico anterior había decidido que la víctima debía haber muerto instantáneamente, McGill encontró evidencia en el sistema de digestión de Shewchuck que demostraba que había vivido lo suficiente para moverse por su casa y esconder el rifle, oscureciendo la causa de la muerte.  
Los testigos confirmaron que Shewchuk había luchado contra la depresión, y se descubrió que Shewchuk había tomado prestados el rifle y los cartuchos él mismo poco antes de su muerte. El vecino acusado, cuyas sospechosas manchas de sangre eran en realidad de un animal de granja herido, fue liberado. El caso Lintlaw tuvo un fuerte impacto en la reputación de McGill con la policía y, posteriormente, la RCMP adoptó como política llamarla de inmediato cuando se sospechara de un delito.

### Caso de trampero del norte
En noviembre de 1933, se informó que un cazador llamado Oskar Schwab desapareció al noreste de Nipawin. Una investigación policial descubrió rastros de sangre en su choza. Aunque el origen de la sangre fue inicialmente incierto, ya que Schwab se había ganado la vida atrapando y despellejando animales, McGill estableció que las manchas de sangre en la cabecera del colchón de Schwab eran realmente humanas, y la policía localizó una bala alojada en la pared de troncos cercana.
En febrero siguiente, la policía arrestó al excompañero de captura de Schwab, Thomas Kisling, quien admitió haber matado a Schwab pero posteriormente trató de argumentar que había sido accidental o en defensa propia. Los investigadores descubrieron los restos de Schwab y encontraron que el cráneo del trampero había sido destrozado en docenas de pedazos por el disparo. Después de completar una autopsia, McGill llevó los fragmentos de cráneo a su laboratorio y los reconstruyó minuciosamente. Su trabajo, que revela la trayectoria clara de la bala y las marcas de plomo negro, mostró que Schwab había recibido un disparo en la parte posterior de la cabeza mientras dormía.  
Cuando McGill testificó en el juicio de Kisling, sacó el cráneo cuidadosamente reconstruido de su bolso. La biógrafa Myrna L. Petersen describió cómo «un grito ahogado atravesó la multitud» cuando los observadores de la corte se dieron cuenta de lo que sostenía el patólogo. El reportero judicial Ken Liddell recordó más tarde en una de sus columnas que había visto a McGill presentar pruebas similares en otros casos judiciales con «todo el drama de un mago».

### Caso de Álamo del sur
Durante un período de clima frío, un autoestopista fue encontrado muerto de frío en un campo del sur de Saskatchewan cerca de South Poplar, con el cráneo aparentemente fracturado por un golpe en la cabeza. Un médico local dictaminó que era un asesinato y envió los restos de la víctima al laboratorio de McGill para un examen más detenido. Sin embargo, cuando McGill examinó el cráneo, concluyó que la estructura ósea del hombre se había debilitado por el raquitismo. Un conductor de camión admitió haber bebido algo de alcohol con el autoestopista, lo que había aumentado el flujo sanguíneo al cerebro del hombre, y después de su muerte, las temperaturas bajo cero y la posición del cuerpo hicieron que esos líquidos se expandieran, lo que resultó en la aparente fractura de cráneo. McGill no encontró evidencia de juego sucio. La causa de la muerte del autoestopista había sido un simple infarto.  

## Vida personal
McGill prefirió no hablar de su vida personal, pero muchos conocidos creían que había perdido a un novio en batalla en la Primera Guerra Mundial. Disfrutaba pasar tiempo con sus hermanos y otros parientes siempre que era posible. De 1931 a 1933, su sobrino Edward fue a vivir con ella en Regina mientras acumulaba sus ahorros para la educación universitaria, y más tarde citó su guía y consejo como una gran influencia en su vida.  
Disfrutaba organizando comidas y jugando al bridge con sus amigos cercanos, y era conocida como una buena narradora. Fue una ávida ecuestre, a menudo montaba a caballo fuera de la ciudad. Los otros pasatiempos de McGill incluían pescar, acampar y disparar, y en 1917 ganó un premio en una competencia de rifle para mujeres. Para leer antes de acostarse, a menudo se entregaba a la ficción policial. Durante la Segunda Guerra Mundial, McGill apoyó el esfuerzo bélico tejiendo calcetines de lana para los soldados que luchaban en el extranjero. Fue miembro de la Saskatchewan Medical Society, el Canadian College of Physicians and Surgeons, el Business and Professional Women's Club y el Regina Women's Canadian Club.
McGill era miembro de la Iglesia Anglicana. Fue conservadora en su política, y finalmente se convirtió en una fuerte defensora de la carrera política de John Diefenbaker cuando se postuló para el parlamento y luego para primer ministro. En 1958, a pesar de serios problemas de salud, McGill se dio de alta del hospital y se fue a su casa para votar por Diefenbaker en las elecciones federales. 
Disfrutaba viajar al extranjero y lo hizo mucho, visitando Nueva Zelanda, Australia, Sudáfrica, México, las Indias Occidentales y varios países europeos.  

## Muerte y legado
McGill murió a los 76 años el 21 de enero de 1959 en Winnipeg, después de haber sido diagnosticado con cáncer de mama y luego con pleuresía. Fue incinerada y sus cenizas fueron esparcidas por su familia en una parcela de tierra favorita en Cherry Valley, Manitoba. Los obituarios describieron a McGill como «uno de los criminólogos más conocidos de Canadá», y un editorial en el Leader-Post reflejó que las extensas contribuciones profesionales de McGill y las relaciones duraderas con amigos y colegas le habían valido «una medida de inmortalidad» superada por pocos canadienses.
El lago McGill, ubicado al norte del lago Athabasca en Saskatchewan, lleva su nombre en su honor. Es miembro del Salón de la Fama de la Ciencia y la Ingeniería de Canadá.